# NRT VI
Située au sud-ouest du caveau de Psousennès Ier la NRT VI est une tombe anépigraphe de petite dimension dont la date de fondation et le propriétaire échappent encore à une identification précise.
Sa structure simple composée d'une chambre construite en calcaire aux dimensions comparables à celles du premier tombeau d'Amenemopet (NRT IV), en font probablement une sépulture de la XXIe dynastie, qui soit a été abandonnée et jamais achevée soit à la suite du pillage de la nécropole royale a perdu en plus du sarcophage du défunt et de son viatique funéraire, tous les éléments épigraphiques qui auraient permis d'en révéler davantage.
Le fait qu'aucun restes probants, même minimes, n'aient été mis au jour dans sa fouille milite en faveur de la première hypothèse.